# Marie Serneholt
Marie Eleonor Serneholt (Stoccolma, 11 luglio 1983) è una cantante svedese.

## Biografia
Nata a Stoccolma nel 1983, è figlia del musicista Ronnie Serneholt. Nel 1998 ha preso parte alla formazione del gruppo europop A*Teens, band di cui facevano parte anche Amit Sebastian Paul, Dhani Lennevald e Sara Lumholdt. Il gruppo, che ha firmato un contratto con la Stockholm Records, è una tribute band agli ABBA, che esordisce pubblicando una cover del brano Mamma Mia e poi con l'album The ABBA Generation (1999).
Dopo sei anni di attività e oltre cinque milioni di album venduti, gli A*Teens si sciolgono nel 2004.
Nel 2005 Marie Serneholt intraprende la carriera solista collaborando con Jörgen Elofsson, già autore di Britney Spears e Céline Dion. Elofsson fonda l'etichetta Planet Six che pubblica l'esordio discografico da solista di Marie, rappresentato dal singolo That's the Way My Heart Goes. L'album Enjoy the Ride esce nel marzo 2006.
Nel dicembre 2008 viene invitata dalla SVT a partecipare al Melodifestivalen 2009. Presenta il brano Disconnect Me, ma non accede alle fasi finali della manifestazione musicale.
Nel 2011 co-conduce le fasi finali del Melodifestivalen 2011 insieme a Rickard Olsson.
Nel dicembre dello stesso anno pubblica un nuovo singolo. Partecipa con Salt and Pepper al Melodifestivalen 2012.
Nel settembre 2012 diventa uno dei giudici dell'edizione svedese del programma X Factor .

## Discografia solista
Album studio
- 2006 - Enjoy the Ride

Singoli
- 2006 - That's the Way My Heart Goes
- 2006 - I Need a House
- 2006 - Oxygen
- 2009 - Disconnect Me
- 2012 - Salt & Pepper